# عایشه سلطان (دختر مراد سوم)
عایشه سلطان (تولد ۱۵۶۸/۷۰ مانیسا – مرگ ۱۵ مه ۱۶۰۵ استانبول) دختر سلطان مراد سوم از همسرش صفیه سلطان و هم‌چنین خواهر محمد سوم و عمه احمد یکم و مصطفی یکم بود. 
عایشه سلطان در مانیسا متولد شد. او در سال ۱۵۸۶ با داماد ابراهیم پاشا وزیر اعظم امپراتوری عثمانی ازدواج کرد. وی در زمان سلطنت مراد سوم و محمد سوم از جایگاه بالایی برخوردار بود. بعد از مرگ ابراهیم پاشا (۱۶۰۱) در سال ۱۶۰۲ با داماد یمشجی حسن پاشا ازدواج کرد اما حسن پاشا یک سال بعد (۱۶۰۳) اعدام شد.  
زمانی که احمد یکم به‌سلطنت رسید عایشه به عنوان عمه سلطان با گزلچه محمود پاشا ازدواج کرد و در زمان سلطنت احمد بسیار مورد احترام بود حتی سلطان جوان یکی از دخترانش را به افتخار عمه خود عایشه نامید. عایشه سرانجام در ۱۵ می سال ۱۶۰۵ فوت شد و در مقبره محمد سوم در ایا صوفیه دفن شد.